# Johann Georg Albini
Johann Georg Albini, noto anche come Johann Georg Albiuns der Ältere, (Nessa, 6 marzo 1624 – Naumburg, 25 maggio 1679), è stato uno scrittore tedesco.
Nel 1645 studiò teologia a Jena, studi che poi continuò anche a Lipsia. Oltre che predicatore è stato autore di poesie pastorali e di Lieder religiosi. Lavorò come tutor per i figli di suo fratello. Divenne il rettore della Scuola della cattedrale di Naumburg.
Sulla sua lapide si legge: